# イコライザー THE FINAL
『イコライザー THE FINAL』（イコライザー ザ・ファイナル、原題: The Equalizer 3）は、2023年製作のアメリカ合衆国のアクション・クライム・スリラー映画。『イコライザー』シリーズの第3弾。
舞台をイタリアに移し、マッコールの新たな活躍を描く。

## ストーリー
元アメリカ国防情報局（DIA）の特殊工作員であったロバート・マッコールは、イタリアのシチリア島にあるマフィアが経営するワイナリーを襲撃。そこへ帰宅したマフィアのボスに最後の機会を与えるが、聞き入れられなかったため殺害。目的の品を取り返して撤収しようとしたマッコールだったが、マフィアのボスの幼い孫から小口径銃で背中を撃たれてしまう。マッコールはフェリーでイタリア本土までたどり着くがナポリ近郊の道路で力尽き、路肩に停めたレンタカーの中で意識を失っていたのを通りかかった地元国家憲兵に属するジオ・ボヌッチに発見され、近くの町・アルタモンテで長年医者を務めてきたエンゾ・アリシオの元に運び込まれ治療を受ける。
銃創であることを追求せず警察などにも通報しなかったエンゾやジオにマッコールは感謝しつつ、エンゾの計らいから町で療養する。一方、CIAのエマ・コリンズは、匿名の通報（＝マッコール）により「ワイナリーで偶然発見した代物」について情報をもらう。上司のフランク・コンロイらと現場のワイナリーへ赴くと、テロリストに流れていると思しき大量の薬物や資金を発見、捜査を開始する。
マッコールは傷を癒しながら地元の人々と交流して互いに打ち解け「ここが帰るべき場所」と感じるまでに町での生活を気に入る。しかし町には、ならず者のマルコ・クアランタたちが出入りしていた。マルコの兄はミラノに拠点を持つマフィア（カモッラ）のビンセント・クアランタで、周辺の土地を買収してリゾート地にしようと計画していた。マルコはみかじめ料を滞納した町の商店に放火し、捜査を始めたジオとその家族は脅迫を受ける。ビンセントは地元警察とも通じており、情報を得ていたのだ。
ワイナリーの一件の調査のため、エマはナポリ警察に協力を求めるとともに、アルタモンテに滞在するマッコールを特定して接触。彼女の直通電話番号を何故知っていたのか問われた彼は答えをはぐらかしつつ、その後も捜査のヒントやアドバイスを与えていく。マルコは町のレストランで家族と食事を摂るジオのもとへ押し掛け、密輸に使う船を手配するよう公然と要求する。その場に居合わせ、我慢の限界を超えたマッコールはマルコに店を出るよう警告するも、断られるやいなや彼を制圧して店から追い出す。そして反撃をうかがうマルコらは裏路地で待ち伏せるが先手を奪われ、為す術なく手下もろとも瞬殺されてしまう。
ビンセントは弟の復讐のため、ナポリ警察署長を脅したが突っぱねられる。しかし署長は右手首を切り落とされ捜査情報の要求を呑まざるを得ず、さらに目障りなエマが乗る警察車輌を爆破する凶行に及んでいく。しかし、マッコールからの電話で「元締はテロリストではなくカモッラだ」との連絡が入ったことで、車輌へ向かう途中に足を止めたエマは重傷を負ったものの一命を取り留めた。その後、アルタモンテに姿を現したビンセントはジオや町の住民を脅し、マルコを殺した犯人を突き止めるため直々に乗り込んできた。堪らず名乗り出たマッコールだったが、人々は彼を売る事もなく庇う。さらにエンゾの威嚇射撃を皮切りに、スマートフォンでSNSを使って全世界に発信しようと逆にビンセントを脅し、マフィア一味を追い払う事に成功する。
屋敷に戻ったビンセントは「翌日にアルタモンテを襲って焼き払い、住民を皆殺しにする」と息巻く。だがマッコールは案の定で先手を打ち、日が昇る前にビンセントの屋敷へ奇襲を仕掛ける。手下全員を倒され、恐怖のどん底に陥れられながら追い詰められるビンセント。拘束された後は自身の組織が捌いていた薬物を過剰投与され、マッコールに拘束を解かれて逃げ出すが車に撥ねられた挙げ句、薬物によるショック死に追いやられ、後日捜査の及んだマフィアは壊滅する。
アルタモンテの町は平和を取り戻した。負傷で入院中のエマに現金の入った小さなリュックを託すマッコール。彼がマフィアのワイナリーを襲撃し、莫大な資金や無記名債権の中から取り戻したのは、36万6400ドルの現金のみ。それはボストンに住むレンガ職人のダイアン夫妻が長年積み立てながら、物語冒頭のマフィアにハッキングされ一瞬で失った年金の総額であり、資金を失い自宅を売却と絶望に暮れていた夫妻は泣いて喜ぶのだった。
後日、エマのもとにマッコールから封書が届く。中身は前作で死亡したスーザンの手帳で、この中に彼女の娘、すなわちエマの電話番号も書かれていた。そして物語は、アルタモンテの人々とマッコールが地元サッカーチームの勝利を祝う場面で幕を閉じる。

## キャスト
※括弧内は日本語吹替
- ロバート・マッコール - デンゼル・ワシントン（大塚明夫）

元DIA工作員。元々はアメリカ在住で劇中の台詞から前作と同じマサチューセッツ州に住み、配車サービスのLyftの仕事をしていた。ある物を取り返すためにイタリアのシチリアにやってきていた。本作では周囲にはロバートのイタリア圏の呼び方であるロベルトと名乗る。
- エマ・コリンズ - ダコタ・ファニング[7]（松本沙羅）

駆け出しのCIA捜査官。突然マッコールからの通報を受けて困惑するもイタリアに上司と出向き、ワイナリーに残されたテロリストの痕跡を追跡していく。物語の終盤、マッコールの友人にして元同僚であるプラマー夫妻の娘であることが判明する。
- ジオ・ボヌッチ - エウジェニオ・マストランドレア（英語版）（岩河拓吾）

国家憲兵の隊員。負傷したマッコールを偶然見つけてエンゾの元に届ける。妻キアラと娘ガビの三人家族。
- フランク・コンロイ - デヴィッド・デンマン（広瀬竜一）

CIA捜査官。エマの上司でイタリアでのテロ組織の痕跡をエマとともに追っていく。
- アミーナ - ガイア・スコデッラーロ

カフェの店主。マッコールと親しくなる。
- エンゾ・アリシオ - レモ・ジローネ（英語版）（蓮岳大）

医者。多くの町民の分娩を行うなど、周囲から慕われている人物。ジオによって運び込まれたマッコールの治療を行い、その後の療養も手助けする。部屋の写真から、かつては兵役に就いた経験があることがうかがえる。
物静かな人物だが、町の広場でマッコールとビンセント一味が対峙した際、古びたカービン銃を持ち出してビンセントを牽制した。
- ビンセント・クアランタ - アンドレア・スカルドゥッツィオ

イタリア、ナポリに拠点を設けるマフィア、カモッラの頭目の一人。リゾート開発のための地上げ行為を進めており、住居の売却を拒絶した住人の父親を皆の目の前で殺害するなど苛烈な方法をとる。
- マルコ・クアランタ - アンドレア・ドデーロ

ビンセントの弟。手下とともにバイクを乗り回し、場所代の徴収などを行う。拒否した人間には暴行を加えたり店に放火するなど、横暴な行為を働く。
- アンジェロ - ダニエレ・ペローネ

魚屋。みかじめ料の支払いが滞ったため、マルコに暴行を受け店を焼かれる。
- ガブリエラ・ボヌッチ - ディア・ランザーロ

ジオの娘。愛称は「ガビ」。
- キアラ・ボヌッチ - ソニア・ベン・アマル（英語版）

ジオの妻。
- ロレンゾ・ビターレ - ブルーノ・ビロッタ

シチリアのワイナリーを隠れ家にしているマフィアのボス。
- スーザン・プラマー - メリッサ・レオ（高島雅羅）

前作で殺害されたマッコールの友人。彼の回想に登場する。
- ブライアン・プラマー - ビル・プルマン（写真）

スーザンの夫。彼女と同じくマッコールの友人。

## 製作
2022年4月20日、『イコライザー』シリーズの第3作目が2023年9月1日の全米公開にむけて準備されていることが明らかとなった。

## Blu-ray/DVD
未公開シーンを含む4K UHD+ブルーレイ、ブルーレイ+DVD セットが販売されている。
- 『イコライザー THE FINAL』4K UHD+Blu-rayセット (2024年10月2日発売)

- 『イコライザー THE FINAL』Blu-ray+DVDセット (2024年10月2日発売)